# Стратегічна ініціатива
Не варто плутати з Стратегічною оборонною ініціативою — довгостроковою програмою США по створенню глобальної системи протиракетної оборони.
Стратегічна ініціатива — здатність і умови, які дають можливість однієї з протиборчих сторін активними діями стратегічного масштабу, характер і способи ведення яких визначають розвиток подій на полях битв, нав'язати свою волю противнику, паралізувати його спроби протидіяти досягненню поставлених цілей протягом тривалого часу, примушує його застосовувати невигідні способи і форми боротьби, діяти в несприятливих умовах обстановки. Створює свободу прийняття рішень, вибору того чи іншого способу дій своїх військ (сил флоту) і обмежує дії сил противника. Захоплення стратегічної ініціативи і її утримання — одне з головних умов успішного ведення війни, військових кампаній і стратегічних операцій.
Захоплення та утримання стратегічної ініціативи визначаються такими факторами, як перевага над противником у кількості та якості військ (сил), наявність підготовлених резервів, здатність стратегічного керівництва знайти найбільш доцільні способи розгрому противника і наполегливо проводити в життя розроблені плани, рішучість дій військ (сил), яка примушує противника пристосовуватися до цих дій.
Досягається шляхом випередження противника в розгортанні сил, завдавання ударів і ведення активних операцій, більш доцільного і несподіваного для противника застосування збройних сил, зміни на свою користь і підтримання сприятливого кількісного і якісного співвідношення сил. Дозволяє на свій розсуд обирати час, місце і спосіб завдавання ударів, ведення тих чи інших видів операцій, змушує противника відмовлятися від своїх цілей, вести операції в несприятливій обстановці. Боротьба за стратегічну ініціативу — одна з найбільш характерних рис сучасних операцій усіх видів, ведення війни у всіх просторових сферах.
Полководці різних історичних епох завжди прагнули захопити стратегічну ініціативу і утримувати її. Гостра і напружена боротьба за володіння стратегічною ініціативою відбувалася в роки Другої світової війни. Вона становила характерну рису військової стратегії.
Велике значення в боротьбі за оволодіння стратегічною ініціативою мали битва за Москву, Сталінградська битва. В ході радянсько-німецької війни після битви під Сталінградом стратегічна ініціативи остаточно перейшла в руки радянського командування, яке утримувало її до кінця війни.